# Esqui cross-country nos Jogos Olímpicos de Inverno de 1976
O esqui cross-country nos Jogos Olímpicos de Inverno de 1976 consistiu de quatro eventos para homens e três eventos para mulheres realizados entre 5 e 14 de fevereiro em Innsbruck, na Áustria.
A prova do revezamento feminino sofreu alteração em relação as última edições. Foi aumentada em mais 5 km, passando dos 3 x 5 km para 4 x 5 km.

## Medalhistas
Masculino
| Evento                       | Ouro                                                                    | Prata                                                          | Bronze                                                                             |
| ---------------------------- | ----------------------------------------------------------------------- | -------------------------------------------------------------- | ---------------------------------------------------------------------------------- |
| 15 km detalhes               | Nikolay Bazhukov URS União Soviética                                    | Yevgeny Belyayev URS União Soviética                           | Arto Koivisto FIN Finlândia                                                        |
| 30 km detalhes               | Sergey Savelyev URS União Soviética                                     | Bill Koch USA Estados Unidos                                   | Ivan Garanin URS União Soviética                                                   |
| 50 km detalhes               | Ivar Formo NOR Noruega                                                  | Gert-Dietmar Klause GDR Alemanha Oriental                      | Benny Södergren SWE Suécia                                                         |
| Revezamento 4x10 km detalhes | Matti Pitkänen Juha Mieto Pertti Teurajärvi Arto Koivisto FIN Finlândia | Pål Tyldum Einar Sagstuen Ivar Formo Odd Martinsen NOR Noruega | Yevgeny Belyayev Nikolay Bazhukov Sergey Savelyev Ivan Garanin URS União Soviética |

Feminino
| Evento                      | Ouro                                                                               | Prata                                                                           | Bronze                                                                                    |
| --------------------------- | ---------------------------------------------------------------------------------- | ------------------------------------------------------------------------------- | ----------------------------------------------------------------------------------------- |
| 5 km detalhes               | Helena Takalo FIN Finlândia                                                        | Raisa Smetanina URS União Soviética                                             | Nina Fyodorova URS União Soviética                                                        |
| 10 km detalhes              | Raisa Smetanina URS União Soviética                                                | Helena Takalo FIN Finlândia                                                     | Galina Kulakova URS União Soviética                                                       |
| Revezamento 4x5 km detalhes | Nina Fyodorova Zinaida Amosova Raisa Smetanina Galina Kulakova URS União Soviética | Liisa Suihkonen Marjatta Kajosmaa Hilkka Riihivuori Helena Takalo FIN Finlândia | Monika Debertshäuser Sigrun Krause Barbara Petzold Veronika Schmidt GDR Alemanha Oriental |

## Quadro de medalhas
| Ordem | País                  | Medalha de ouro | Medalha de prata | Medalha de bronze |    |
| ----- | --------------------- | --------------- | ---------------- | ----------------- | -- |
| 1     | URS União Soviética   | 4               | 2                | 4                 | 10 |
| 2     | FIN Finlândia         | 2               | 2                | 1                 | 5  |
| 3     | NOR Noruega           | 1               | 1                |                   | 2  |
| 4     | GDR Alemanha Oriental |                 | 1                | 1                 | 2  |
| 5     | USA Estados Unidos    |                 | 1                |                   | 1  |
| 6     | SWE Suécia            |                 |                  | 1                 | 1  |
| TOTAL | TOTAL                 | 7               | 7                | 7                 | 21 |